# アンドロニコス2世 (トレビゾンド皇帝)
アンドロニコス2世メガス・コムネノス（ギリシア語: Ανδρόνικος Κομνηνός, 1240年ごろ - 1266年）は、1263年から1266年にかけてトレビゾンド帝国を統治した第5代トレビゾンド皇帝である。アンドロニコスは父帝マヌエル1世の指名を受けて皇帝に就任したものの、たった3年の治世ののち早死した。死因は分かっていない。彼の治世における主な出来事は、1265年夏にシノーペーがルーム・セルジューク朝の手に落ちたことである 。シノーペーを獲得したセルジューク朝は黒海への出口を確保して海軍力を構築することに成功し、両国は黒海における影響力を巡り争うこととなった。

## 生涯
アンドロニコスは先帝マヌエル1世とトレビゾンド貴族 アンナ・キシラロエ の長男であった 。当時のトレビゾンドの歴史家ミカエル・パナレトスは彼のことを以下のように記している：「アンナ・キシラロエとマヌエルの息子であるアンドロニコス2世コムネノス帝は、マヌエルの指名のもとで皇帝となり3年間帝国を治めた。そして彼は1265年（1266年）に亡くなった」。またトレビゾンドの詩人コンスタンティノス・ルキテスは、彼が記したアレクシオス2世までのトレビゾンド皇帝の名簿リストにアンドロニコス2世の名を記していない。歴史家 N. Oikonomidesは、アンドロニコスの名が皇帝名簿に記されていないのは、トレビゾンド帝国の公式な皇帝名簿から彼の名が除外されていたことから、ルキテスも同様に自身の著作から彼の名を取り除いたのではないかと推測している。
アンドロニコス2世の治世での出来事はほとんど知られていない。しかし、1263/4年には、プロヴァンス伯カルロ1世の紹介状を携えた2人の商人がマルセイユからはるばるトレビゾンドを訪れたことが記録に残されていることから、トレビゾンド帝国が交易の中心地として繁栄していたことはうかがえる。